# Гарлан (округ, Кентуккі)
Шаблон:StateAbbr_ 36°52′ пн. ш. 83°13′ зх. д. / 36.86° пн. ш. 83.22° зх. д.
Округ  Гарлан (англ. Harlan County) — округ (графство) у штаті  Кентуккі, США. Ідентифікатор округу 21095.

## Історія
Округ утворений 1819 року.

## Демографія
За даними перепису 
2000 року 
загальне населення округу становило 33202 осіб, зокрема міського населення було 15914, а сільського — 17288.
Серед мешканців округу чоловіків було 15888, а жінок — 17314. В окрузі було 13291 домогосподарство, 9446 родин, які мешкали в 15017 будинках.
Середній розмір родини становив 3.
Віковий розподіл населення поданий у таблиці:
| Стать    | До 15 років | 15-21 | 22-29 | 30-39 | 40-49 | 50-65 | 65-85 | Понад 85 |
| -------- | ----------- | ----- | ----- | ----- | ----- | ----- | ----- | -------- |
| Чоловіки | 3454        | 1662  | 1447  | 2179  | 2535  | 2818  | 1662  | 131      |
| Жінки    | 3306        | 1589  | 1611  | 2411  | 2681  | 2880  | 2437  | 399      |

## Суміжні округи
- Перрі — північ
- Летчер — північний схід
- Вайз, Вірджинія — схід
- Лі, Вірджинія — південний схід
- Белл — південний захід
- Леслі — північний захід

## Виноски
1. ↑  U.S. Decennial Census. United States Census Bureau. Архів оригіналу за 26 квітня 2015. Процитовано 16 серпня 2014.
2. ↑  Historical Census Browser. University of Virginia Library. Архів оригіналу за 11 серпня 2012. Процитовано 16 серпня 2014.
3. ↑  Population of Counties by Decennial Census: 1900 to 1990. United States Census Bureau. Архів оригіналу за 13 жовтня 2014. Процитовано 16 серпня 2014.
4. ↑  Census 2000 PHC-T-4. Ranking Tables for Counties: 1990 and 2000 (PDF). United States Census Bureau. Архів оригіналу (PDF) за 18 грудня 2014. Процитовано 16 серпня 2014.
5. ↑  State & County QuickFacts. United States Census Bureau. Архів оригіналу за 6 червня 2011. Процитовано 8 березня 2014.(англ.) Наведено за англійською вікіпедією.
6. ↑  American FactFinder. Бюро перепису населення США. Архів оригіналу за 21 травня 2008. Процитовано 31 січня 2008.

| США | Це незавершена стаття з географії США. Ви можете допомогти проєкту, виправивши або дописавши її. |